# 伊帕河
伊帕河（白俄羅斯語：Іпа）是白俄羅斯的河流，由戈梅利州負責管轄，屬於普里皮亞季河的左支流，河道全長109公里，流域面積1,010平方公里，每年十二月至翌年三月結冰。